# Jermaine Taylor (basquetebolista)
Jermaine Taylor (Tavares (Flórida), 8 de dezembro de 1986) é um jogador norte-americano de basquete profissional que atuou na  National Basketball Association (NBA). Foi o número 32 do Draft de 2009.